# Conrad Pla
Conrad Pla (nascut el 24 d'octubre de 1966) és un actor canadenc i antic kickboxer professional. És probablement conegut especialment per fundar Tristar Gym i protagonitzar la sèrie de televisió canadenca ReGenesis.

## Biografia
Pla va néixer a Madrid. Va ser kickboxer professional entre els 18 i els 32 anys. Va competir a la divisió de pes lleuger i supermitjà. Amb 26 baralles professionals, va ocupar el tercer lloc del món, va ser el campió nord-americà de l'ISKA i també el campió intercontinental de l'WKA. Va lluitar contra Javier Mendez pel títol mundial ISKA a Santa Cruz, Califòrnia el 1995, però va perdre en una decisió dividida. Una lesió el va obligar a retirar-se de l'esport.
Va iniciar el Tristar Gym l'any 1991 juntament amb Michel Lavallée i Ron Di Cecco. L'any 2001 el gimnàs es va vendre a Alexandre Choko. Encara ensenya kickboxing i Muay Thai a Mont-real.
Després de la seva lesió, es va dedicar a la interpretació. Ha estudiat amb Danielle Schneider i Ivana Chubbuck. Va tenir papers secundaris en pel·lícules com 16 Blocks, The Terminal, Confessions of a Dangerous Mind, The Sum of All Fears, Jericho Mansions, Max Payne i Pawn Sacrifice. Va ser el protagonista masculí de la pel·lícula de terror del 2004 Eternal. El 2009, Pla va ser l'escriptor i director de Burning Mussolini, on també va actuar al costat del seu amic i coprotagonista de ReGenesis Peter Outerbridge. El 2013, va tenir un paper secundari a la pel·lícula Riddick com a Vargas. També va interpretar el principal antagonista d'Assassin's Creed IV: Black Flag, el Governador Laureano de Torres y Ayala. També va interpretar la veu de Jackal a Rainbow Six Siege. El 2017, Pla va retratar l'oficial científic coronel Janus al llarg de cinc episodis de la sèrie de televisió d'òpera espacial, The Expanse. El 2021, Pla va aparèixer a Far Cry 6 d'Ubisoft com a guerriller Carlos Montero.

## Videojocs
| Curs | Títol                           | Rol                        |
| ---- | ------------------------------- | -------------------------- |
| 2013 | Assassin's Creed IV: Black Flag | Laureano de Torres y Ayala |
| 2016 | Tom Clancy's Rainbow Six Siege  | "Xacal"                    |
| 2021 | Far Cry 6                       | Carlos Montero             |